# Albin Csáky

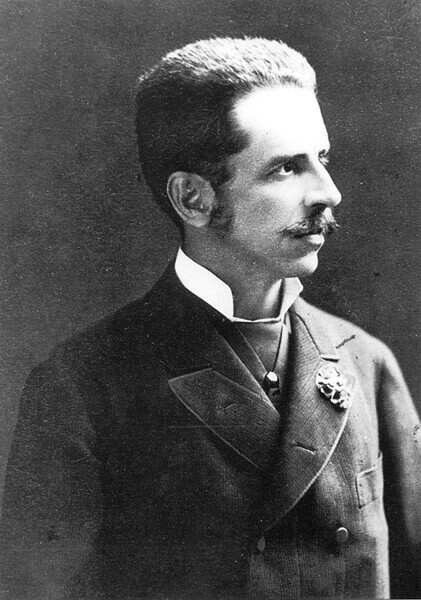
Albin Csáky

Albin Csáky, född 19 april 1841 i Korompa, död 15 december 1912 i Budapest, var en ungersk greve och politiker.
Csáky var 1867-1888 landshövding i komitatet Szepes, och 1888-1894 undervisningsminister, och förde som sådan en antiklerikal politik och bemödade sig om att förbättra mellanskolorna. 1900-1901 och 1910-1912 var han president i magnathuset (överhuset).